# ヒロキノオト
ヒロキノオト（1994年11月16日- ）は、日本の音楽プロデューサー、ソングライター、トラックメイカー、編曲家。アメリカ合衆国出身。
本名：片山 博幾（カタヤマ ヒロキ）。愛称は「少年、ピロ」少年スタジオ代表。東京音楽大学生。

## 人物
バンドDALENの元ギタリスト。バンド解散後はソングライター・音楽プロデューサーとして他のアーティストへの楽曲提供やギター演奏を行う一方、自身のアーティスト活動やボカロPとしての活動を行う。また音楽講師として中学や高校での講義も行う。少年スタジオ代表（元 少年スタジオ合同会社）。
バンドサウンドを基調としたものからポップス、弦楽器・木管楽器を使った管弦楽法、EDM、民族音楽など幅広いジャンルに対応するアレンジ能力とメロディセンスを兼ね備えた音楽家。
小方リサ、もりころ保育園、He1p、うたスタ、ゆきぶやー、異能のアイシス、ゆきねのうた日記、このはチャンネルなど、数々のアーティストやYouTuber、また校歌などの楽曲制作やアレンジ、ギター演奏など手がける。

## 経歴
幼少期にピアノを習うが、すぐに飽きてしまう。その後音楽に関わるのはまだ先のことである。
中学ではラグビーに傾倒。ポジションはスタンドオフであり、県の代表選手にも選ばれ姫野和樹（ラグビー日本代表）と共にプレーする。中学3年の頃兄の影響でギターを手にし、高校に進学後は音楽に没頭。高校を一年で中退したのち甲陽音楽学院へ進学、ジャズ理論を学ぶ。卒業後、音楽講師を始め、またDTMにて楽曲制作をスタート。
2013年にバンドSin from the resurrectionにギタリストとして加入（2015年脱退）。
2015年より、後のバンドDALENの前身となるバンドOh!Pubertyに加入。
2016年3月、バンドDALENを結成。ギタリスト、作曲家として活動。計2枚のEPをリリースし全国ツアーやテレビ、ラジオ等メディア出演を果たす（2018年解散）。
2020年1月、少年スタジオ合同会社を設立。同年4月より東京音楽大学（作曲指揮専攻）へ進学。YouTubeではヒロキノオトチャンネルを始動。
2021年、楽曲「恋を始めないで」をリリース。ソロアーティスト活動をスタート。
2022年、Core Creative Inc. へクリエイターとして加入。またボカロP活動をスタート。

## 出演

### テレビ・ラジオ番組
- ニコラジ生放送（2016年11月21日 - 、ニコニコ生放送、MC：やまだひさし、うんこちゃん〈加藤純一〉、せらみかる）[5]
- イクゼ、バンド天国!!（2016年12月 - 、BS-TBS　MC：古坂大魔王、大石参月）[6]
- So music（2016年12月20日 - 、東海ラジオ MC：成田香織）
- OH!MY MORNING!（2017年3月29日 - 、Radio NEO）